# Греки в Италии

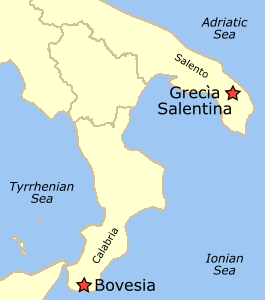
Грекоязычные районы в Саленто и Калабрии

Греческое присутствие в Италии (греч. Έλληνες στην Ιταλία, итал. Greci in Italia) начинается с миграций торговцев и колониальных компаний в VIII веке до нашей эры и продолжается до нынешнего времени. В данное время существует этническое меньшинство, известное как народ Грико, проживающий в южно-итальянских регионах Калабрия (провинция Реджо-Калабрия) и Апулия, особенно на полуострове Саленто, в границах древней области Великая Греция, которая говорит на диалекте греческого языка, который называется Грико. Считается, что они являются потомками древней и средневековой греческой общины, которая веками жила на юге Италии. Греческая община издавна существовала и в Венеции, нынешнем центре греческой православной архиепархии Италии и Мальты, которая к тому же была византийской провинцией до X века и удерживала территорию в Морее и на Крите до XVII века. Наряду с этой группой, меньшее количество недавних мигрантов из Греции живёт в Италии, образуя эмиграционную общину в стране. Сегодня много греков в Южной Италии придерживаются итальянских обычаев и культуры, претерпевая ассимиляцию.

## Античность

Греческая диаспора VI века до н. э.

В VIII и VII веках до нашей эры по разным причинам, включая демографический кризис (голод, перенаселённость, смена климата и другие причины), поиск новых торговых точек и портов, бегство от войны и изгнание из родины, греки начали большое колонизационное движение, в том числе в южной Италии.
В это же время греческие колонии были созданы в местах обособленных, как восточное побережье Чёрного моря и Массалия (Марсель). Они включали поселения на Сицилии и прибрежные районы южной части Апеннинского полуострова. Римляне называли Сицилию и южную оконечность Италии Великой Грецией, настолько густо она была заселена греками. Древние географы расходились во мнениях относительно того, включал этот термин Сицилию или просто Апулию и Калабрию — Страбон.

## Средневековье
В период раннего средневековья в Великую Грецию из Греции и Малой Азии пришли новые волны миграции греков, поскольку Южная Италия оставалась под властью Восточной Римской империи. Хотя большинство греческих жителей Южной Италии стали де-эллинизироваться и больше не говорят по-гречески, до сих пор в Калабрии и в основном в Салентосуществует небольшое меньшинство Griko. Griko — название языка, который объединяет древние дорийские, византийские греческие и итальянские элементы. Существует богатая устная традиция и фольклор Грико, который сейчас, прежде многочисленный, ограничен лишь несколькими тысячами людей. Записи о том, что Великая Греция является преимущественно грекоязычной, относятся к XI веку.
Миграция византийских греческих учёных и других переселенцев из Византии во время упадка Византийской империи (1203—1453) и главным образом после падения Константинополя в 1453 году до XVI века, рассматривается современными учёными как решающая в возрождении греческих и римских образования, искусства и науки, а также и в развитии гуманизма эпохи Возрождения. Этими эмигрантами были грамматики, гуманисты, поэты, писатели, издатели, исполнители, музыканты, астрономы, архитекторы, учёные, художники, книжники, философы, учёные, политики и теологи.
В десятилетия после османского завоевания Константинополя много греков начали селиться на территориях Венецианской Республики, в том числе и в самой Венеции. В 1479 году в Венеции проживало от 4000 до 5000 греческих жителей. Более того, это была одна из экономически наисильнейших греческих общин того времени за границами Османской империи. В ноябре 1494 года греки в Венеции попросили разрешения, и им было позволено основать братство, Scuola dei Greci, благотворительное и религиозное общество, которое имело свой комитет и офицеров, представляющих интересы процветающей греческой общины. Это было первое официальное признание правового статуса греческой колонии венецианской властью. В 1539 году грекам Венеции было разрешено начать строительство собственной церкви — Сан-Джорджо-деи-Гречи, которая и ныне стоит в центре Венеции на сегодняшний день на Рио-деи-Греци.

## Современная Италия
Несмотря на то, что большинство греческих жителей Южной Италии полностью латинизировались в средние века (как множество древних колоний, таких как Пестум, были уже в IV веке до нашей эры), островки греческой культуры и языка остались и сохранились до нашего времени. Это связано с тем, что миграционные пути между южной Италией и материковой Грецией никогда не прекращали существовать полностью.
Так, например, греки повторно колонизировали регион в XVI—XVII веках. Это произошло вследствие  завоевания Пелопоннеса турками-османами. Особенно большое число греков и албанцев искали и получали убежище в районах Калабрии, Саленто и Сицилии после падения Корони (1534). Греки из Корони — так называемые коронийцы — принадлежали к знати и приносили с собой значительное движимое имущество. Они получили специальные льготы и освобождение от налогообложения. Другая часть греков, переехавших в Италию, происходила из региона Мани на Пелопоннесе. Маниоты были известны своими сильными военными традициями и кровавыми вендеттами (другая часть этих греков переехала на Корсику). Эти миграции укрепили обезлюдевший итальянский юг культурным и военным элементом.
Когда итальянские фашисты получили власть в 1922 году, они начали преследовать грекоязычное население в Италии.

## Грико
Люди Грико — группа населения в Италии, греческого происхождения, которая существует до настоящего времени в итальянских регионах Калабрия и Апулия. Народ Грико традиционно разговаривал на языке грико, форме греческого языка, объединявшей древнедорийские и византийские греческие элементы. Есть мнение, что истоки языка Грико в конечном итоге могут быть отнесены к колониям Великой Греции. Греки были доминирующим элементом населения некоторых регионов на юге Италии, особенно Калабрии, Саленто, частей Лукании и Сицилии до XIX века. В течение последних веков Грико испытали сильное влияние католической церкви и латинской культуры, и в результате многие Грико стали в основном ассимилированными в общепринятую итальянскую культуру, хотя и были ранее многочисленными. Язык Griko находится под серьёзной угрозой из-за смены языка на итальянский и широкомасштабной внутренней миграции в города в последние десятилетия. В данное время община Грико насчитывает 60 000 членов.

## Переселенцы

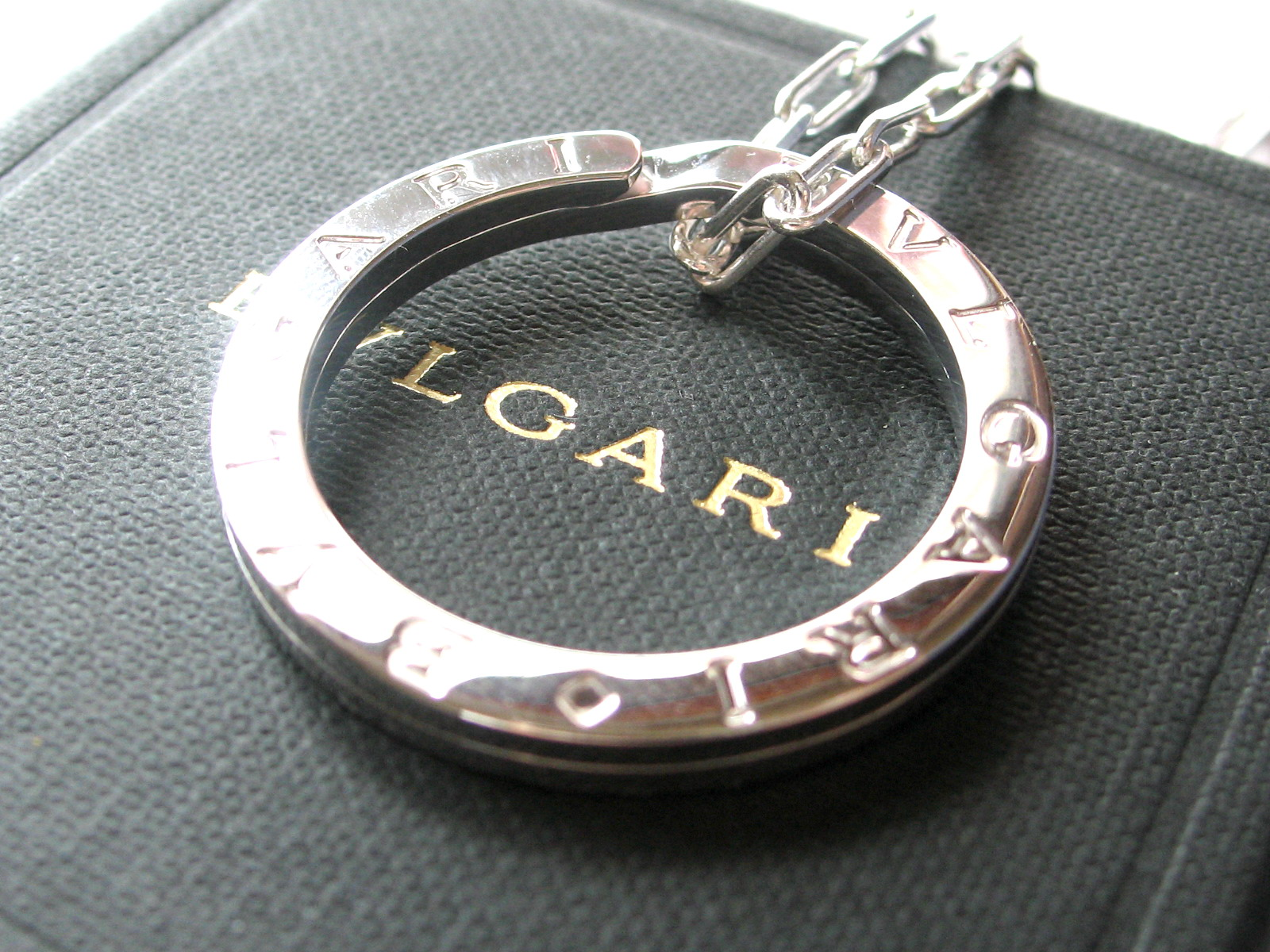
Бренд Bulgari основал греческий иммигрант в Италию Сотирио Булгари

После Второй мировой войны большое число греков эмигрировало в зарубежные страны, преимущественно в США, поселения греков на Филиппинах, Канаду, Австралию, Новую Зеландию, Великобританию, Аргентину, Бразилию, Норвегию, Германию, Объединённые Арабские Эмираты и Сингапур. Хотя меньшее число мигрантов из Греции направилось в Италию начиная с Второй мировой войны, сегодня община греческой диаспоры насчитывает около 30 000 людей, большинство из которых проживают в Риме и Центральной Италии.